# Benito Messeguer
Benito Messeguer (27 de octubre de 1927 – 19 de octubre de 1982) fue un artista mexicano nacido en España, conocido por sus murales, continuó con gran parte del movimiento del muralismo mexicano. Su trabajo fue reconocido con un tributo en el Palacio de Bellas Artes poco antes de su muerte y con una membresía en el  Salón de la Plástica Mexicana.

## Biografía
Messeguer nació en Mora de Ebro, Tarragona, Cataluña. Durante la guerra civil española, su familia (que apoyaba a la Segunda República Española) dejó su ciudad natal para vivir en Barcelona, donde estudió pintura con Enrique Assad. En 1944, cuando tenía catorce años, la familia se mudó a México y cuando Messeguer se convirtió en adulto, obtuvo la nacionalidad Mexicana. En México, amplió sus estudios artísticos en la Escuela Nacional de Pintura, Escultura y Grabado "La Esmeralda", siendo estudiante de Diego Rivera y José Clemente Orozco quienes influyeron fuertemente en su trabajo.
Murió de leucemia en la Ciudad de México a la edad de 51 años rogando por eutanasia ya que no soportaba el dolor de su enfermedad, dejando a sus dos hijos sin herencia, la cual la dejó a su segunda esposa.

## Carrera
Tenía más de cincuenta exposiciones individuales y colectivas de su trabajo incluyendo la Bienal Interamericana de Pintura y Grabado en la Ciudad de México (1960), la Bienal de Tokio (1961) y la Bienal de Jeunes en París (1961, 1963, 1965) además de exhibiciones individuales en el Museo de Arte Moderno y otros lugares.
Sus murales incluyen a La edad de oro en el Casino de la Selva (1958),  El fenómeno de la comunicación lingüística en el Instituto Mexicano de la Audición y el Lenguaje  (1963), Las luchas revolucionarias de México en la Unidad Habitacional Ermita-Zaragoza (1978), El Quijote, mensaje oportuno en el Centro Cultural SHCP (1981) y El desarrollo histórico y económico-cultural del hombre en la facultad de economía en la Universidad Nacional Autónoma de México (1983).
Además de producir arte, Messeguer también se desempeñó como director de La Esmeralda y como director de Centro de Estudios Superiores de Investigación Plástica del Instituto Nacional de Bellas Artes.
Su carrera fue reconocida con su membresía en el Salón de la Plástica Mexicana y en 1983 el Palacio de Bellas Artes se presentó una exhibición como tributo.

## Carrera artística
Fue un pintor (mayormente al óleo), grabador y muralista , pero la mayoría de su trabajo fue en murales.
Sus primeras influencias fueron sus profesores en La Esmeralda. Diego Rivera influyó fuertemente en el carácter anecdótico de sus composiciones y José Clemente Orozco,  con humanismo y temas universales. Antonio Rodríguez Luna dijo que “Messeguer nunca olvidó las inquietudes sociales de los antiguos maestros, ni el método más apropiado para la representación de los seres humanos (sentido figurado): pero rechazó a sus seguidores que se aferraban a repetir lo que ya había sido creado por sus predecesores.” Sus trabajos no cuentan historias como el clásico muralismo Mexicano ni rechazan su movimiento pictográfico ni ideológico. En vez de eso, son obras personales con un ambiente popular, mezclado con humor crítico y un compromiso con los grupos vulnerables.
Otras influencias en su trabajo incluyen la de arquitecto catalán Antonio Gaudí en el uso de formas orgánicas con efecto emotivo y uso del Rembrandt como efecto de claroscuro. Un ejemplo claro de esto,  es "La creación y la economía", donde un haz luz trasciende la lucha entre el humanismo y el oscurantismo. En los últimos diez años de su vida comenzó a pintar con materiales maleables, casi pastas para modelar, en gruesos empastes que conjuntan las cualidades de masa, color y luz.
En 1962 se presentó junto con Francisco Moreno Capdevila y José Hernández Delgadillo como el grupo la Nueva Presencia, también conocido como Los Interioristas. Él no fue miembro de la Generación de la Ruptura, con su postura contra el arte cargada de política y sociedad. Messeguer tampoco aprobaba la evolución del arte abstracto en México, aunque algunos elementos de su trabajo hicieron que tomara ese rumbo.